# Puente Emperador Guillermo I
El puente Emperador Guillermo I es un histórico puente colgante ubicado en el distrito de Pozuzo, provincia de Oxapampa, al este del departamento de Pasco, Perú.

## Historia
Fue construido en 1877 por colonos austro-alemanes que migraban a la selva central del Perú, el puente rústico que cruzaba al río Huancabamba originalmente se llamaba Puente Central, con el paso del tiempo el camino del puente se convirtió en un sendero comercial que llegaba al departamento de Huánuco.
En 1914 se le cambió el nombre por el de Emperador Guillermo I, en honor a Guillermo I de Alemania, quien fue el primer gobernante del Imperio alemán.
En 1995 el gobierno de Alemania, mediante su embajadaen Lima, remodeló el puente, que era de lianas y madera tosca, cambiándolo a material noble y cables de acero. En 2002, la municipalidad de Pozuzo calificó al lugar como un sitio turístico.